# سراغة حوذانية
السراغة الحوذانية (باللاتينية: Crepis pterothecoides) نوع نباتي يتبع جنس السراغة من الفصيلة النجمية.

## الموئل والانتشار
موطنها بلاد الشام.